# Otholobium bolusii
Otholobium bolusii är en ärtväxtart som först beskrevs av H.M.L.Forbes, och fick sitt nu gällande namn av Charles Howard Stirton. Otholobium bolusii ingår i släktet Otholobium och familjen ärtväxter. Inga underarter finns listade i Catalogue of Life.